# Michel de Bulgarie
 Michel de Bulgarie  (mort en 931) fut un prétendant au trône de Bulgarie de 929 à 931.

## Biographie
Michel était le fils du tsar Siméon et de sa première épouse inconnue. Son père de son vivant lui avait fait donner la tonsure monastique afin de l’écarter du trône.
En 929 après l’accession au pouvoir de son demi-frère Pierre, Michel met à profit les difficultés de ce dernier avec son propre frère Ivan qui tentait de le renverser pour abandonner l’habit monastique et s’emparer d’une forteresse. De la il rassemble des partisans mais meurt subitement peu après. Ceux qui s’étaient ralliés à lui redoutant la colère de Pierre envahissent l’empire byzantin traversent la Macédoine le Strymon et de là l’Hellade en ravageant tout sur leur passage avant d’atteindre Nicopolis en Épire et de se soumettre aux grecs.